# Adventures of Frank and Jesse James
Adventures of Frank and Jesse James é um seriado estadunidense de 1948, gênero Western, dirigido por Fred C. Brannon e Yakima Canutt, em 13 capítulos, estrelado por Clayton Moore, Steve Darrell e Noel Neill. Foi produzido e distribuído pela Republic Pictures, e veiculou nos cinemas estadunidenses a partir de 30 de outubro de 1948. Foi relançado em 16 de abril de 1956.
O seriado apresenta uma livre interpretação e romantização das aventuras dos lendários irmãos fora-da-lei Jesse James e Frank James, não guardando relação, porém, com sua história na vida real.
O seriado pode ser considerado uma continuação do seriado Jesse James Rides Again, também produzido pela Republic, em 1947, e igualmente estrelado por Clayton Moore. Em 1949, a Republic faria um novo seriado sobre Jesse James, The James Brothers of Missouri, com o ator Keith Richards interpretando Jesse e Robert Bice como Frank James.

## Sinopse
Jesse James retorna ao Missouri, e ao lado de seu irmão Frank, vai em auxílio de uma jovem mulher que possui uma mina de ouro. Após seu pai ser assassinado, a jovem assumiu a mina, e agora os vilões que mataram seu pai tentam lhe tirar a mina.

## Elenco
- Clayton Moore … Jesse James ou John Howard
- Steve Darrell … Frank James ou Bob Carroll
- Noel Neill … Judy Powell
- George J. Lewis … Rafe Henley
- John Crawford … Amos Ramsey
- Sam Flint … Paul Thatcher
- Bob Reeves ... Ladrão do banco (Cap 1, não creditado)
- George Chesebro ... Jim, agente da estação (cap. 1, 3 e 6)

## Produção
Adventures of Frank and Jesse James foi orçado em $149,985, porém seu custo final foi $149,805, e foi o mais barato seriado da Republic em 1948.
Filmado entre 5 e 26 de abril de 1948, foi a produção nº 1700.
Foi o 4º dos quatro seriados de 13 capítulos produzidos pela Republic; os outros três foram lançados em 1947.

## Lançamento

### Cinema
O lançamento oficial de Adventures of Frank and Jesse James é datado de 30 de outubro de 1948, porém essa é a data da disponibilização do 6º capítulo.
O lançamento foi seguido pelo relançamento do seriado Darkest Africa, reintitulado de King of Jungleland,ao invés de um novo seriado, como era prática comum na Republic. O próximo seriado original a ser lançado foi Federal Agents vs. Underworld, Inc., em 1949.
O seriado foi relançado em 16 de abril de 1956, entre os relançamentos de Manhunt of Mystery Island e King of the Rocket Men, e na época a Republic já não lançava mais seriaods originais, pois o último lançamento original foi King of the Carnival, em 1955.

## Dublês
- Tom Steele … Jesse James (dublando Clayton Moore)
- Dale Van Sickel … Rafe Henley (dublando George J. Lewis)

## Capítulos
1. Agent of Treachery (20min)
2. The Hidden Witness (13min 20s)
3. The Lost Tunnel (13min 20s)
4. Blades of Death (13min 20s)
5. Roaring Wheels (13min 20s)
6. Passage to Danger (13min 20s)
7. The Secret Code (13min 20s)
8. Doomed Cargo (13min 20s)
9. The Eyes of the Law (13min 20s)
10. The Stolen Body (13min 20s)
11. Suspicion/The Death Trap (13min 20s)[2]
12. Talk or Die! (13min 20s)
13. Unmasked (13min 20s)

Fonte: